# Minor Threat EP
Minor Threat EP ist die erste Veröffentlichung der Band Minor Threat auf ihrem selbst gegründeten Label Dischord Records.

## Entstehungsgeschichte
Nach der Auflösung der Vorläuferband Teen Idles beschlossen Ian MacKaye und Jeff Nelson als nächste Veröffentlichung ihres Labels eine EP ihrer neuen Band Minor Threat zu veröffentlichen. Da das Label jedoch zu wenig Geld zur Verfügung hatte, wurde zunächst die EP No Policy von State of Alert veröffentlicht, für die Leadsänger Henry Garfield selbst aufkam. Mit dem dadurch erwirtschafteten Geld finanzierte Minor Threat ihre erste EP im 7″-Format. Wie die Teen-Idles-Single wurde sie von Skip Groff in Don Zientaras Kellerstudio Inner Ear in Arlington County aufgenommen.

## Cover
Das Cover zeigt eine Fotografie von Ian McKayes Bruder Alec MacKaye mit abgesenktem, kahlrasierten Kopf. Fotografiert wurde MacKaye von Susie Josephson Horgan. Die Aufnahme wurde ebenfalls für ihre Kompilationen First Two 7″s on a 12″ (1984) und Complete Discography (1988) genutzt. Die Erstpressung war auf 1000 Stück limitiert und präsentierte die Fotografie in einem Rotton. Es folgten zwei weitere Pressungen a 1000 Stück in grün und gelb und eine letzte Pressung in blau a 2000 Stück.
Das Cover wurde über die Jahre von mehreren anderen Punkbands nachgestellt. Am bekanntesten dürfte Rancids Album … And Out Come the Wolves sein, aber auch Talco und die Punk-Supergroup The Falcon (bestehend aus Mitgliedern von The Lawrence Arms und Alkaline Trio) haben das Coverfoto in einer Mischung aus Tribut und Parodie aufgegriffen.

## Veröffentlichungen
Die komplette EP wurde 1984 zusammen mit dem Nachfolger In My Eyes (1981) auf der Kompilation First Two 7″s on a 12″ als 12″ neu aufgelegt. Die Kompilation Complete Discography (1988) enthält ebenfalls alle Songs der EP.

## Titelliste
1. Filler – 1:31
2. I Don’t Wanna Hear It – 1:13
3. Seeing Red – 1:02
4. Straight Edge – 0:46
5. Small Man, Big Mouth – 0:55
6. Screaming at a Wall – 1:31
7. Bottled Violence – 0:55
8. Minor Threat – 1:27

## Musik und Texte
Die erste EP von Minor Threat ist sehr schneller Hardcore Punk, der sehr einfach gespielt wurde. Die Lieder der EP basieren auf persönlichen Erfahrungen der Bandmitglieder und wurden bis auf Seeing Red alle von Ian MacKaye geschrieben. Zwei Titel (I Don’t Wanna Hear It und Screaming at a Wall) behandeln den Tod des befreundeten Gitarristen Marc Halpern (The Nurses), der im Mai 1980 mit 28 Jahren an den Folgen einer Überdosis verstorben war. In beiden Songs geht es aber auch um die Ignoranz älterer Punks. Bottled Violence handelt von Paul Clearly von The Faith, der unter Alkoholeinfluss sehr aggressiv werden konnte. Seeing Red wurde von Jeff Nelson geschrieben und „setzte sich damit auseinander, nur nach seinem Aussehen beurteilt zu werden“. Straight Edge schließlich gab der Straight-Edge-Szene ihren Namen. Inhaltlich handelt der Song vom Drogenkonsum.

## Rezeption
Die erste EP von Minor Threat machte die Band über die Grenzen von Washington, D.C. bekannt und machte die Gruppe neben den Bad Brains zu einer der einflussreichsten Underground-Bands der 1980er und 1990er Jahre. Mit der ersten EP legten sie den Grundstein für die Straight-Edge-Bewegung und gaben der Szene mit dem gleichnamigen Lied einen Namen.
Einflussreich war ebenfalls das Coverartwork. Eine Abwandlung des Covers verwendete die Band Rancid auf ihrem Album …And Out Come the Wolves. 2005 verklagte Dischord Records den Konzern Nike, da deren Skateboarding-Abteilung den Covershot ohne Einwilligung der Band für ihre Major Threat East Coast Tour verwendete. Nike zog das Layout ihrer Kampagne zurück und entschuldigte sich in einem offenen Brief bei Minor Threat, Dischord Records und ihren Fans.